# Бастыево (платформа)
Басты́ево — остановочный пункт (платформа) Орловско-Курского отделения Московской железной дороги, бывшая железнодорожная станция. Расположена в деревне Бастыево Мценского района Орловской области, в пяти километрах от музея-заповедника И.С. Тургенева «Спасское-Лутовиново».

## Общая информация
Поезда дальнего следования не останавливаются, платформа обслуживаются пригородными поездами. Они связывают платформу с Орлом, Мценском, Тулой. Инфраструктура станции представлена двумя главными путями и двумя боковыми платформами.
Кассы отсутствуют. Сохранилось здание вокзала, на данный момент не эксплуатируется. Осенью 2018 года, к 200-летию со дня рождения писателя И.С. Тургенева был произведен косметический ремонт здания вокзала, приведены в порядок пассажирские платформы, асфальтирован подъезд к вокзалу.

## Интересные факты
Название станции упоминается в дневниках И. С. Тургенева. Перед зданием вокзала стоит бюст писателя.
Неподалеку от станции Бастыево в 1882 году произошла печально известная Кукуевская катастрофа.